# صبري الشريف
صبري الشريف (1922 - 30 يناير 1999) موسيقي ومخرج ومنتج فلسطيني ولد في مدينة يافا في فلسطين، يعتبر من أبرز أعمدة الفن الفلسطيني وله مكانته ودوره في النهضة الموسيقية العربية الشرقية وخصوصا الفلكلوريّة والمسرح الغنائي، وكان يتمتّع بثقافة فنية واسعة كونه درس في لندن ولكونه ابن مدينة يافا التي كانت تعتبر العاصمة الثقافية لفلسطين آنذاك، أو كما أسماها بعض الكتّاب «بوابة فلسطين» حيث تجتمع فيها العديد من العناصر الجمالية: البحر والميناء، وسهول البرتقال، ونوادي الأدب والمسارح ودور السينما والصحف.
في بداية الخمسينات من القرن العشرين كان رئيس القسم الموسيقى في إذاعة الشرق الأدنى (Near East Broadcasting Staion) التابعة لوزارة الخارجية البريطانية أيام الانتداب البريطاني على فلسطين، والتي كان مقرها الأول في جنين حيث أسسها البريطانيون وقت الحرب العالمية الثانية، ومن ثم نقلوها إلى يافا عام 1941 وكانت تبث باللغة العربية. وحين اشتد العداء بين الفلسطينيين والصهاينة جراء صدور قرار التقسيم عام 1947 أصبح من غير الممكن استمرار إذاعة الشرق الأدنى بعملها كالمعتاد، وبعد النكبة، عام 1948 انتقل معظم العاملين فيها إلى قبرص، حيث نقل البريطانيون مكاتب الإذاعة، ومن ضمنهم كان صبري الشريف الذي كان رئيسا لقسم الموسيقى آنذاك. عام 1956، وعلى إثر العدوان الثلاثي على قناة السويس، استقال معظم الموظفين العرب، وكانوا جلّهم من الفلسطينيين، احتجاجاً على العدوان الذي تقوده بريطانيا على مصر، ومن بينهم المخرج صبري الشريف.
واثناء عمله في الإذاعة، استمع إلى بعض أعمال الأخوين الرحباني واعجب بها، فسافر إلى لبنان بأمر من مديره في العمل ليتقصّى هذه الظاهرة الفنيّة الحديثة، ومن ثم التعاون مع الأخوين الرحباني وإنتاج أغاني ليتم بثها في إذاعة الشرق الأدنى. وبالفعل لم يترك صبري الشريف بيروت الا بعد إبرام اتفاقية مع الاخوين الرحباني والسيدة فيروز تهدف إلى إنتاج أعمال فنية جديدة. بعد ذلك اللقاء التاريخي، سعى صبري إلى نقل مكاتب إذاعة الشرق الأدنى وميزانيتها الضخمة إلى بيروت، لقناعته بإمكان تحقيق أعمال فنية مهمة انطلاقاً من لبنان، وقد حصل ذلك بالفعل 
وبعدها كان لصبري الشريف دورٌ كبير في إنتاج البرامج التلفزيونية والإذاعية، والمسرحيات الغنائية للسيدة فيروز ومن أبرزها مسرحية بياع الخواتم الذي قام بكتابة السيناريو الخاص بها إلى جانب الرحابنة، وبعد ذلك استمر التعاون بينهم لتحويل المسرحية إلى فيلم أخرجه يوسف شاهين عام 1965. ويقول منصور الرحباني في مقابلة معه: «أريد أن أشهد، للتاريخ، أن لصبري الشريف، هذا الرجل المبدع، فضلاً عظيماً على الموسيقى اللبنانية» وقد أكد الناقد الموسيقي، إلياس سحاب، صحة هذه العبارة. كما كان له دورا هاما في مساعدة الفنان اللبناني زكي ناصيف في شقّ طريقه الفنية من خلال إذاعة الشرق الأدنى.

## «صبري» فيلم وثائقي طويل
«صبري» هو فيلم وثائقي طويل، للمخرجة اللبنانية الشابة فرح شيّا، ابنة الموسيقار اللبناني وجدي شيّا، الذي كان قد اقترح على ابنته فكرة الفيلم تكريما لجهود الشريف وفضله على الموسيقى اللبنانية والعربية.
يعيد الفيلم إلى الذاكرة إنجازات المنتج والمخرج الفلسطيني الراحل صبري الشريف، مقدما لمحة لأبرز مواقف وأعمال الشريف كمخرج وإداري ناجح وملهم لمعظم الأعمال المسرحية للأخوين الرحباني والسيدة فيروز، ويعرض شهادات ممن واكبوا وعاصروا وتعاونوا مع الشريف أبرزهم الممثلة والمخرجة نضال الأشقر ومصممة الأزياء بابو لحود ونجله منجد الشريف، والموسيقي جوزيف أيوب، والمخرج برج فازليان بالإضافة إلى استعادة لشهادات العمالقة في لبنان أمثال منصور الرحباني وسعيد عقل  لنكتشف ان سعيد عقل أبدع قصيدة «غنيت مكة» مَجَّدَ فيها الحاضرةَ التاريخية للإسلام، ولحّنها الأخوان الرحباني وغنّتها فيروز تكريما لصبري الشريف.
كما تطرق الفيلم الوثائقي إلى زمن إذاعة الشرق الأدنى التي أدارها صبري الشريف، بعد أن كانت الإذاعة في قبرص وانتقل الشريف إلى بيروت لمقابلة الأخوين رحباني، ثم انتقلت المحطة بأكملها من قبرص إلى بيروت، حيث أدارها الشريف. ولفت الفيلم إلى استلام شريف إدارة مهرجان بعلبك عقب إغلاق إذاعة الشرق الأدنى بعد تحولها رسميا إلى إذاعة (بي بي سي)، وذلك بطلب رسمي من الرئيس اللبناني آنذاك.